# Klaus W. Ruprecht

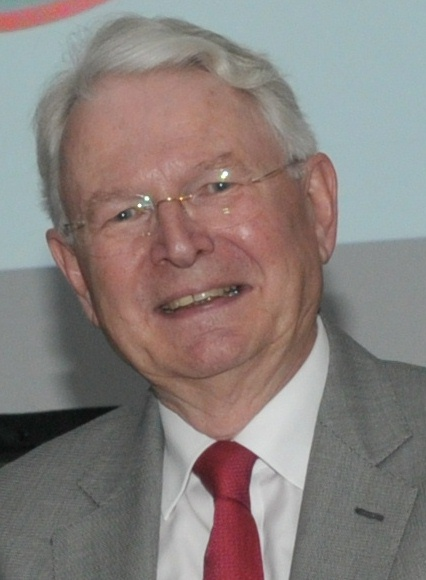
Klaus W. Ruprecht, 2014

Klaus Wilhelm Ruprecht (* 18. Mai 1940 in Breslau) ist ein deutscher Ophthalmologe und war
Direktor der Augenklinik am Universitätsklinikum des Saarlandes in Homburg/Saar.

## Leben
Klaus W. Ruprecht studierte von 1960 bis 1966 Humanmedizin an den Universitäten Tübingen, Wien und Hamburg. 1966 wurde er promoviert. Nach einer pathologisch-anatomischen Weiterbildung in Hamburg und der Assistentenzeit an der Universitäts-Augenklinik Hamburg wurde er 1974 als Facharzt für Augenheilkunde zugelassen. Seit seiner Emeritierung 2005 ist er verstärkt karitativ tätig so u. a. bei der Planung und Organisation einer Augenambulanz in Bait Dschala in den Palästinensischen Autonomiegebieten.

## Wissenschaftlicher Werdegang
An der Augenklinik Tübingen habilitierte sich Ruprecht 1979 und erhielt die Lehrbefugnis für das Fach Ophthalmologie. An der Universitäts-Augenklinik Erlangen wurde er 1986 ständiger Vertreter des Klinikvorstandes und 1989 Leiter der Sektion Glaskörper- und Netzhautchirurgie. Von 1989 bis zu seiner Emeritierung 2005 war er ordentlicher Professor für Ophthalmologie an der Universität des Saarlandes sowie Direktor der Universitäts-Augenklinik Homburg/Saar.
Seine Hauptarbeitsgebiete waren die Ophthalmo-Histopathologie, Augen- und Allgemeinkrankheiten und die Morphologie der Augenveränderungen bei medikamentöser Therapie. Nach ihm ist das Ruprecht-Majewski-Syndrom benannt. Im Jahre 2000 gründete Ruprecht die LIONS-Hornhautbank Saar-Lor-Lux, Trier/Westpfalz.

## Ehrungen
- Paul Harris Fellow beim Rotary Club International, 1997
- Prodekan der Medizinischen Fakultät der Universität des Saarlandes, 1998–2000[3]
- Ernst-von-Bergmann-Plakette für Verdienste um die ärztliche Fortbildung, 1999[4]
- Melvin Jones Fellow beim Lions Club International, 2000
- stellv. Mitglied des Senats der Universität des Saarlandes, 2002–2004[5]
- Ehrenmitglied der Vereinigung Rhein-Mainischer Augenärzte, 2004[6]
- Ehrenvorsitzender der Stiftung Augenheilkunde Homburg/Saar, 2005[7]

## Veröffentlichungen (Auswahl)
- Zur Klinik und Histopathologie der Rubeosis iridis (Studie zur Neovaskularisation der Iris). Tübingen, 1979
- G. K. Lang, K. W. Ruprecht, K. W. Jacobi, K. Schott: 2. Kongress der Deutschen Gesellschaft für Intraokularlinsenimplantation. Stuttgart, 1989, ISSN 0934-2036
- K. W. Ruprecht, K. Hille: 50 Jahre Augenheilkunde an der Universität des Saarlandes. Saarbrücken, 2005, ISBN 3-936950-20-2
- K. W. Ruprecht (Hrsg.): Wilhelm Uhthoff. Aus dem Nachlass. universaar Universitätsverlag des Saarlandes, 2020. ISBN 978-3-86223-276-5, Onlineausgabe: 978-3-86233-033-4
- Wilhelm Uhthoff. Aus dem Nachlass.